# Комаране
Комаране је насеље у Србији у општини Рековац у Поморавском округу. Према попису из 2022. било је 119 становника.

## Историја
До Другог српског устанка Комаране (тада Комарани) се налазио у саставу Османског царства. Након Другог српског устанка Комаране улази у састав Кнежевине Србије и административно је припадао Јагодинској нахији и Левачкој кнежини све до 1834. године када је Србија подељена на сердарства.
Овде се налазе Запис Милановића храст (Комаране) и Запис кестен у старој порти (Комаране).

## Демографија
У насељу Комаране живи 225 пунолетних становника, а просечна старост становништва износи 50,9 година (48,3 код мушкараца и 53,5 код жена). У насељу има 107 домаћинстава, а просечан број чланова по домаћинству је 2,37.
Ово насеље је великим делом насељено Србима (према попису из 2002. године), а у последња три пописа, примећен је пад у броју становника.
|  |

| Демографија | Демографија | Демографија |
| Година      | Становника  | Становника  |
| ----------- | ----------- | ----------- |
| 1948.       | 595         |             |
| 1953.       | 576         |             |
| 1961.       | 515         |             |
| 1971.       | 456         |             |
| 1981.       | 388         |             |
| 1991.       | 315         | 301         |
| 2002.       | 254         | 271         |

| Етнички састав према попису из 2002.‍ | Етнички састав према попису из 2002.‍ | Етнички састав према попису из 2002.‍ | Етнички састав према попису из 2002.‍ | Етнички састав према попису из 2002.‍ |
| ------------------------------------ | ------------------------------------ | ------------------------------------ | ------------------------------------ | ------------------------------------ |
|                                      |                                      |                                      |                                      |                                      |
| Срби                                 | Срби                                 |                                      | 252                                  | 99,21%                               |
| непознато                            | непознато                            |                                      | 2                                    | 0,78%                                |

| Комаране у пописима Јагодинске нахије — од 1818. до 1829.                         |       |       |       |       |       |       |          |       |       |       |       |       |
| Година пописа                                                                     | 1818. | 1819. | 1820. | 1821. | 1822. | 1823. | 1824/25. | 1825. | 1826. | 1827. | 1828. | 1829. |
| Куће                                                                              | 17    | 17    | 17    | 16    | 17    | 17    | 17       | 17    | 17    | 17    | 17    | 18    |
| Пореске главе*                                                                    | -     | 21    | 20    | 18    | 18    | 18    | 20       | 18    | 15    | 16    | 16    | 17    |
| Арачке главе**                                                                    | 43    | 45    | 48    | 46    | 46    | 48    | 48       | 53    | 54    | 55    | 50    | 57    |
| *Пореске главе = Ожењени мушкарци \| ** Арачке главе = Мушкарци од 7 до 70 година |       |       |       |       |       |       |          |       |       |       |       |       |

| Година пописа     | 1948. | 1953. | 1961. | 1971. | 1981. | 1991. | 2002. |
| ----------------- | ----- | ----- | ----- | ----- | ----- | ----- | ----- |
| Број домаћинстава | 117   | 118   | 121   | 120   | 114   | 98    | 107   |

| Број чланова      | 1  | 2  | 3  | 4  | 5 | 6 | 7 | 8 | 9 | 10 и више | Просек |
| ----------------- | -- | -- | -- | -- | - | - | - | - | - | --------- | ------ |
| Број домаћинстава | 34 | 33 | 14 | 18 | 8 | 0 | 0 | 0 | 0 | 0         | 2,37   |

| Пол    | Укупно | Неожењен/Неудата | Ожењен/Удата | Удовац/Удовица | Разведен/Разведена | Непознато |
| ------ | ------ | ---------------- | ------------ | -------------- | ------------------ | --------- |
| Мушки  | 118    | 33               | 71           | 11             | 3                  | 0         |
| Женски | 112    | 10               | 74           | 27             | 1                  | 0         |
| УКУПНО | 230    | 43               | 145          | 38             | 4                  | 0         |

| Пол    | Укупно                    | Пољопривреда, лов и шумарство | Рибарство                            | Вађење руде и камена | Прерађивачка индустрија       |
| ------ | ------------------------- | ----------------------------- | ------------------------------------ | -------------------- | ----------------------------- |
| Мушки  | 60                        | 28                            | 0                                    | 0                    | 9                             |
| Женски | 33                        | 24                            | 0                                    | 0                    | 3                             |
| УКУПНО | 93                        | 52                            | 0                                    | 0                    | 12                            |
| Пол    | Производња и снабдевање   | Грађевинарство                | Трговина                             | Хотели и ресторани   | Саобраћај, складиштење и везе |
| Мушки  | 4                         | 3                             | 5                                    | 2                    | 2                             |
| Женски | 0                         | 0                             | 1                                    | 2                    | 0                             |
| УКУПНО | 4                         | 3                             | 6                                    | 4                    | 2                             |
| Пол    | Финансијско посредовање   | Некретнине                    | Државна управа и одбрана             | Образовање           | Здравствени и социјални рад   |
| Мушки  | 0                         | 0                             | 3                                    | 0                    | 2                             |
| Женски | 0                         | 0                             | 0                                    | 2                    | 1                             |
| УКУПНО | 0                         | 0                             | 3                                    | 2                    | 3                             |
| Пол    | Остале услужне активности | Приватна домаћинства          | Екстериторијалне организације и тела | Непознато            | Непознато                     |
| Мушки  | 0                         | 0                             | 0                                    | 2                    | 2                             |
| Женски | 0                         | 0                             | 0                                    | 0                    | 0                             |
| УКУПНО | 0                         | 0                             | 0                                    | 2                    | 2                             |